# Protoxerus aubinnii
Protoxerus aubinnii — вид гризунів родини Sciuridae, що зустрічається в Кот-д'Івуарі, Гані, Ліберії та Сьєрра-Леоне. Її природним середовищем існування є субтропічні або тропічні вологі низинні ліси.

## Характеристики
Це велика білка, довжина голови й тулуба якої досягає близько 24 сантиметрів, а хвоста — близько 30 сантиметрів. Вона важить близько 400–450 грамів. Задні лапи мають довжину від 55 до 61 міліметра, а вуха — від 18 до 21 міліметра. Хутро на спині від суцільно коричневого до темно-коричневого кольору з червонуватими та жовтувато-коричневими відтінками, без смуг чи інших міток. Шерсть на спині темно-коричнева з двома-трьома вузькими жовтими смужками. Черево світліше коричневе. Вуха малі та круглі, вкриті густим волоссям. Хвіст дуже довгий, приблизно 125% довжини голови й тулуба, густо вкритий волосками довжиною близько 35 міліметрів. Він чорний і плямистий від жовтого до жовто-коричневого кольору на кінці; він не пухнастий.

## Спосіб життя
P. aubinnii живе в рафієвих пальмах та підліску тропічних лісів на рівнинах. Подальшої інформації про спосіб життя немає.